# Katharina Siegel
Katharina Siegel (n. Abril 1438 - 1479) era una bella joven de procedencia sajona de orígenes humildes. Es conocida por ser de la amante más importante del príncipe de Valaquia: Vlad Tepes (1431-1476). 
Era hija de un artesano, Thomas Siegel, que pertenecía al gremio de los tejedores, y vivía junto a su familia en la ciudad de Brașov. En un incendio, ella y su familia lo perdieron todo. Katharina se vio obligada a trabajar y, una mañana en la que llevaba provisiones en un trineo, Vlad Tepes la vio y rápidamente corrió a ayudarla. En esos momentos, ella tenía 17 años y Vlad 25. Vlad se enamoró perdidamente de ella. A la joven le impresionó el gesto, y Vlad recurrió a diversas estrategias para seguir conquistándola, obsesionándose con ella y olvidando al resto de sus amantes.
Joven de ojos azules y cabello rubio, era una de las más cortejadas en Brașov. Tuvo 5 hijos con Vlad (Vladislav, Katharina, Christian, Hanna e Sigismund), aunque nunca llegaron a casarse porque el príncipe estaba ya casado con una noble de la corte. Se cuenta que en una ocasión las familias de unos comerciantes a los que Vlad había empalado arremetieron contra Katharina y le cortaron las trenzas. Vlad amenazó con incendiar toda la ciudad si alguien volvía a tocarla, y consiguió recuperar las trenzas. Las guardó en su castillo bajo llave como si de un tesoro se tratase. Hasta ese extremo hacía efecto la joven Katharina Siegel.
- Datos: Q5958549